# Llactapata

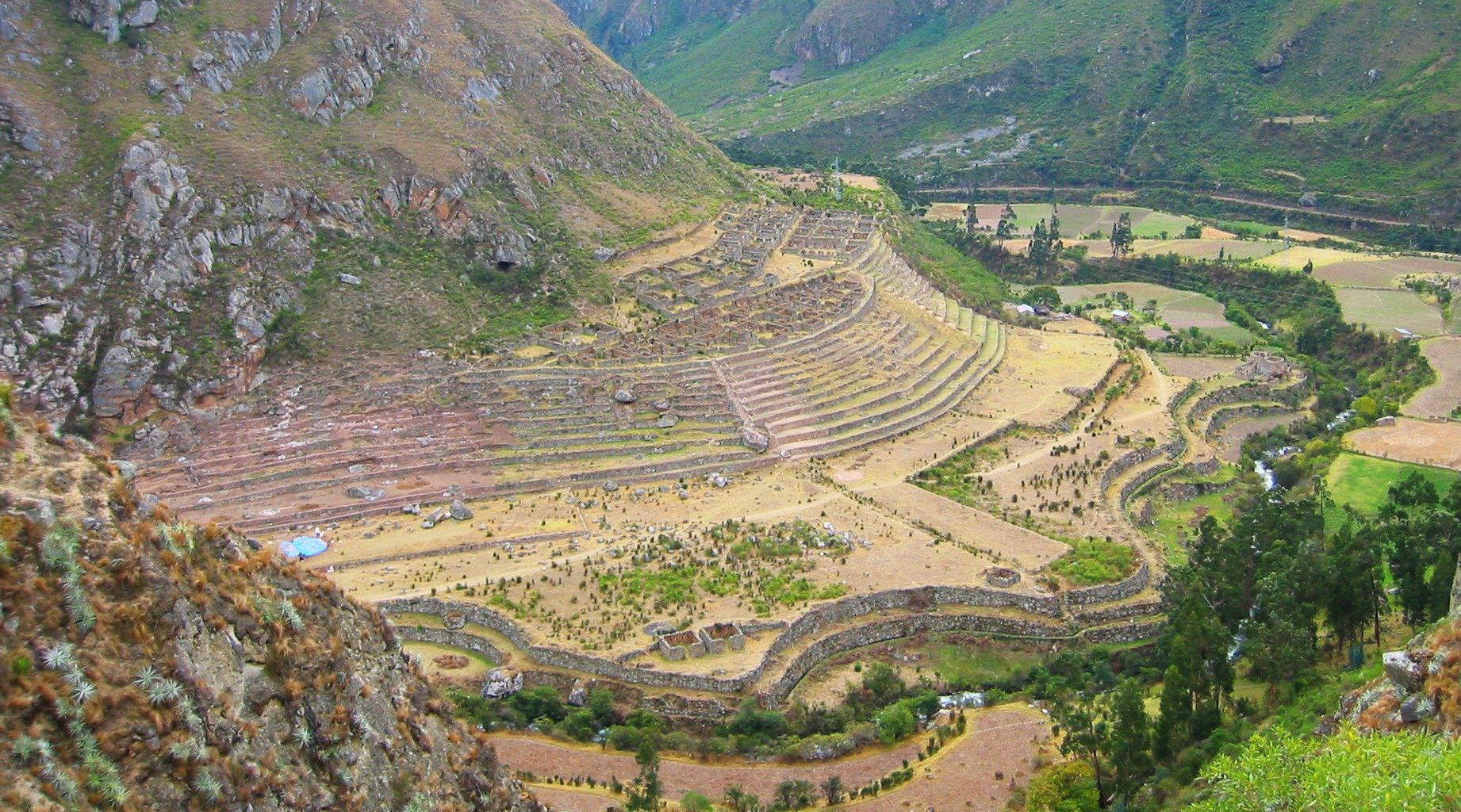
Llactapata

Llactapata, auf Quechua Llaqtapata ist eine Inkastadt in Peru.
Der Name leitet sich von den Quechua-Wörtern llaqta („Stadt“, „Dorf“) und pata („Terrasse“, „Stufe“, „auf“) her. Die Stadt wird auch Patallacta bzw. Patallaqta genannt.
Sie liegt im Urubambatal in der peruanischen Region Cusco, 80 Kilometer nordwestlich der Stadt Cusco. Die Ruinenstadt befindet sich ca. 2500 Meter über dem Meeresspiegel. 15 Kilometer nordwestlich liegt Machu Picchu, ebenfalls eine Ruinenstadt der Inka. Im Gegensatz zu Machu Picchu liegt Llactapata nicht auf einem Berggipfel, sondern direkt am Fluss Urubamba. Llactapata liegt innerhalb des Schutzgebietes Santuario Histórico de Machupicchu.
Die Außenmauern der Häuser stehen noch, die Stadt wurde während der spanischen Eroberung nicht zerstört. Zuerst gab es vielleicht zehn oder ein Dutzend Gebäude, aus denen die Festung bestand. Während der Inka-Herrschaft lag die Stadt an einem strategisch wichtigen Punkt. 
Große Flächen der Stadt wurden als Anbauflächen genutzt. Angebaut wurden zumeist Kartoffeln und Mais. Aus dem Mais erzeugten die Inka auch die für rituelle Zwecke verwendete Chicha, ein alkoholisches und bierartiges Getränk.
Die Inka-Festung Llactapata war an das gut ausgebaute Straßennetz im Inka-Reich angebunden.